# Осада Быхова (1702)
Осада Быхова 29 августа — 10 октября 1702 года — один из последних эпизодов так называемой «Домашней войны» великолитовской шляхты против рода Сапег. Проводилась казаками и войсками ВКЛ против владений Сапег.

## Предыстория
Острые противоречия между игравшим доминирующую роль в Великом княжестве Литовском родом Сапег и остальной великолитовской шляхтой вылились в так называемую «Домашнюю войну» (1697—1702).
В битве под Олькениками 18 ноября 1700 года Сапеги потерпели сокрушительное поражение. В последующие два года (1701—1702) их противники приступили к отвоеванию владений Сапег.

## Ход боевых действий
Осада Быхова, принадлежавшего Сапегам, началась 29 августа 1702 года, когда к Быхову подошли три казацких полка (Нежинский, Стародубский и Прилуцкий) под командованием наказного гетмана Запорожского войска М. Миклашевского. 31 августа со стороны Могилёва прибыло войско под началом К. К. Сеницкого: Белорусская дивизия, белорусско-литовская татарская конница и батарея артиллерии, включая 15 орудий большого калибра из Могилёва. Позже подошли Лубенский и Гадяцкий казацкие полки.
Гарнизон Быхова состоял из городского, волостного и шляхетского ополчений, Волошских драгун, Запорожской казацкой полковника Сердюка конной хоругви, наёмной запорожской, венгерской и немецкой пехоты. В Быхове имелось 30 орудий. Командовали войском пернавский подкоморий М. Бильдюкевич и губернатор Быхова подполковник Я. Дэро.
Войска К. К. Сеницкого окружили город шанцами и, используя апроши, стали приближаться к бастионам. Одновременно копались подземные мины. Постоянно велась артиллерийская канонада. Особенные разрушения принесла могилёвская пушка-«голландка», метавшая 54-фунтовые бомбы (на один заряд шло 45 кг пороха).
Обороняющиеся в ответ стреляли картечью, делали вылазки, в ходе которых захватывали казацкие орудия.
Однако 10 октября гарнизон Быхова вынужден был сдаться на почётных условиях и присягнул королю Августу II.
Город и замок вместе с артиллерийскими орудиями перешли к Сеницкому, часть гарнизона и наёмники переведены были в Могилёв, запорожцы, оборонявшие Быхов, получили прощение, мещанам оставляли все вольности и привилегии. В состав гарнизона были введены 400 гвардейцев Августа II.

## Последствия
В 1703 году Сапеги приняли сторону шведского короля Карла XII и приняли участие в Северной войне на стороне Швеции.
В 1707 году генерал артиллерии К. К. Сеницкий также перешёл на сторону шведского короля и его ставленника — короля Речи Посполитой Станислава Лещинского, что привело к очередной осаде Быхова русской армией.